# Bitterling (Fischart)

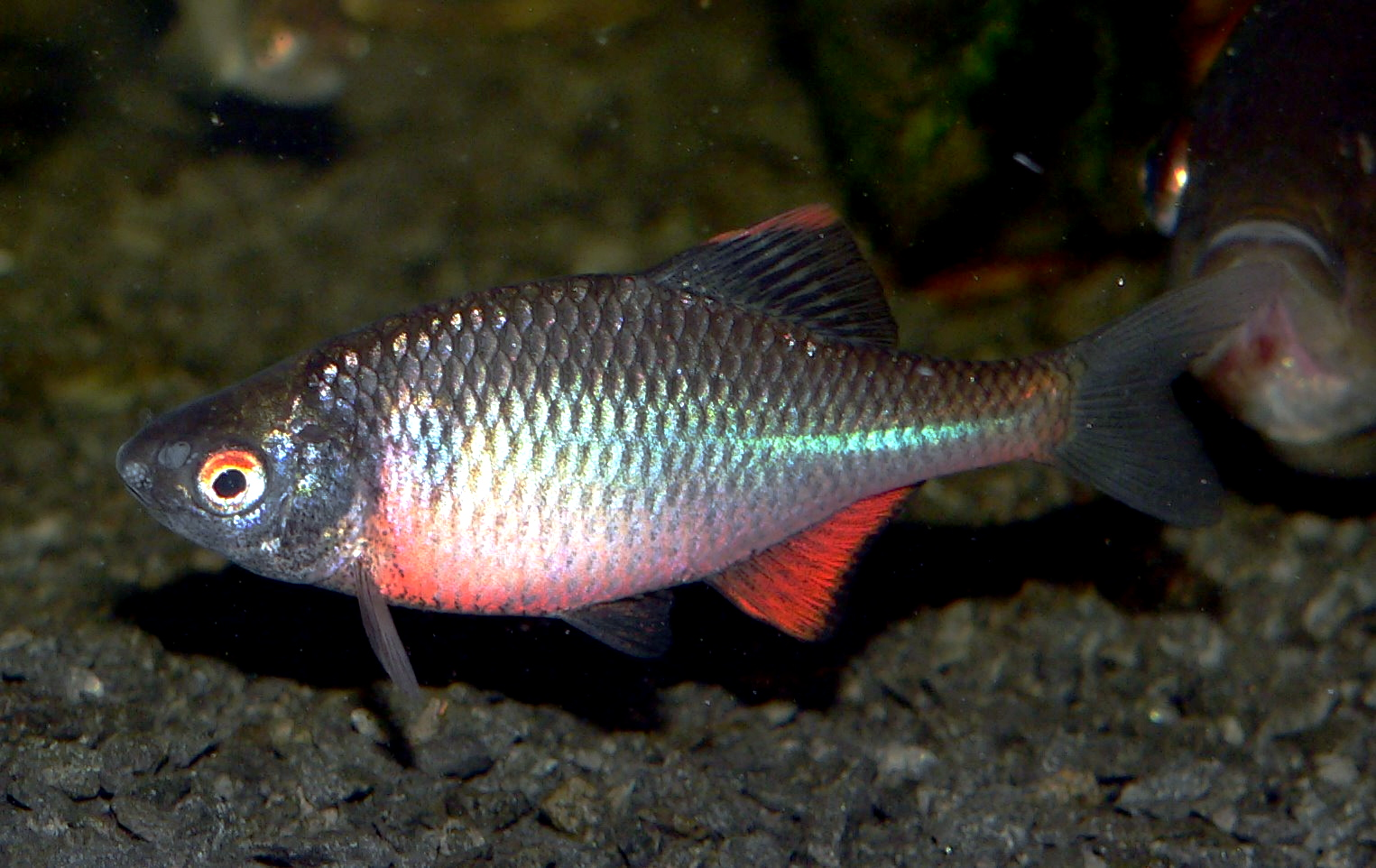
Männchen

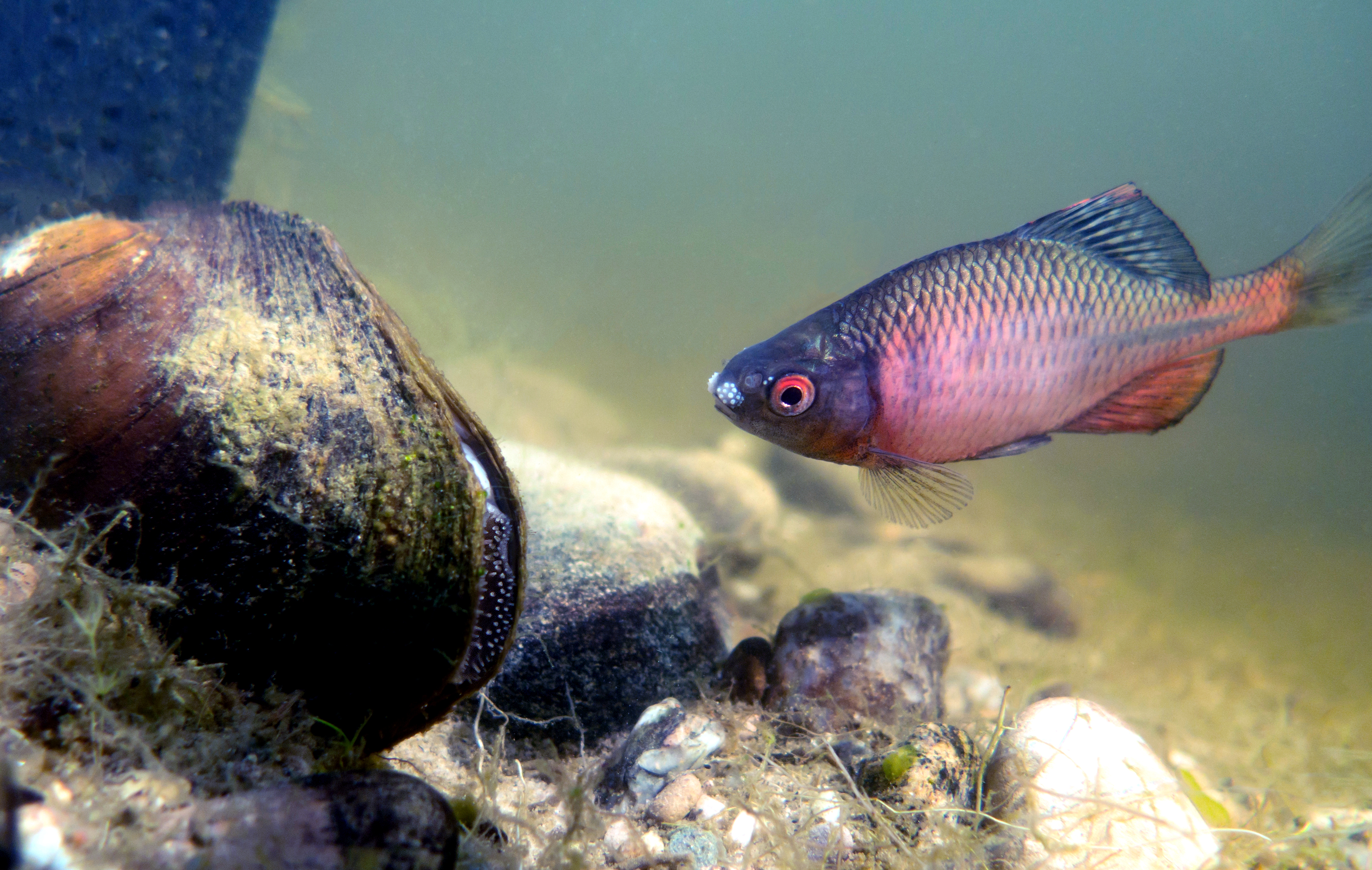
Männlicher Bitterling zur Paarungszeit bei seiner Muschel

Der Bitterling (Rhodeus amarus, Syn.: Rhodeus sericeus amarus Pallas, 1776) ist ein Karpfenfisch (Cyprinidae), der in pflanzenreichen, flachen, langsam fließenden oder stehenden Gewässern mit sandigem oder schlammigen Grund zu finden ist. Bitterlinge sind bei der Fortpflanzung auf Muscheln angewiesen, die denselben Lebensraum bewohnen. Die 6 bis 9 cm großen Fische ernähren sich von Wirbellosen und Algen des Planktons. Ihr Verbreitungsgebiet liegt in Mitteleuropa nördlich der Alpen, nach Westen bis zum Rhonegebiet, nach Osten bis zum Kaspischen Meer. Als wärmetolerante Art profitiert der Bitterling vom Klimawandel und breitet sich in den letzten Jahren nach Norden aus. Die Art wurde in Estland erstmals 2018 und in Finnland 2020 gefunden. Sie fehlen jedoch im übrigen Skandinavien und einem Großteil Großbritanniens. Der Bitterling ist in Deutschland 1985 und 2008 sowie in Österreich 2008 zum „Fisch des Jahres“ benannt worden.

## Merkmale
Der Bitterling ist eine kleine Fischart mit relativ hohem Rücken und halbunterständigem Maul. Den Körper schützen große Schuppen, die Poren der unvollständigen Seitenlinie sind nur auf den ersten 4 bis 7 Schuppen hinter dem Kopf erkennbar. Den größten Teil des Jahres ist der Rücken graugrün gefärbt, Seiten und Bauch sind silbrig. Über die Mitte der Seiten zieht sich ein opalisierender Streifen blaugrüner Farbe. In der Laichzeit intensivieren sich die Farben der Männchen – Kehle, Brust und vordere Bauchseite werden rötlich, Rücken und Hinterkörper schillern grün. An zwei Stellen über den Augen und dem Maul erscheinen Laichwarzen und hinter den Kiemendeckeln je ein blauer Fleck.

## Fortpflanzungsverhalten
Die Laichzeit findet je nach Wassertemperatur zwischen April und Juni statt. In dieser Zeit wächst den Weibchen hinter der Afteröffnung eine 5 bis 6 cm lange Legeröhre. Diese hilft dem Weibchen, die Eier (pro Weibchen insgesamt 40 bis 100 Stück mit bis zu 3 mm Durchmesser) in den Kiemenraum großer Süßwassermuscheln abzulegen, wobei jede Muschel nur ein bis zwei Eier erhält. Die intensiv gezeichneten Milchner (Männchen) zeigen ein ausgesprochenes Territorialverhalten gegenüber ihren Rivalen, welches wie auch die Reviergröße und die Anzahl der verteidigten Muscheln von der Populationsdichte abhängt. Die Aggression nimmt jedoch zu Beginn der Territorienbildung ab, sobald der Rogner (das Weibchen) seine Eier abgelegt hat. Die Spermien der Männchen gelangen durch das Atemwasser in den Kiemenraum der Muscheln und befruchten dort die Eier. Bis die Larven schwimmen können, bleiben sie – vor Feinden weitgehend geschützt – in den Muscheln. Die Muscheln profitieren von den Fischen, in dem sich ihre Larven (Glochidien) an sie anheften und durch sie verbreitet werden.
Bitterlinge leben meist in Flussunterläufen, alten Flussarmen und einigen Seen, wo sie Buchten mit schlammigem Grund aufsuchen, in denen die Große Flussmuschel (Unio tumidus) oder die Große Teichmuschel (Anodonta cygnea) vorkommen. Die Männchen suchen sich im Frühjahr eine oder mehrere Muscheln aus und vertreiben anfangs auch die Weibchen von ihr. Die Anwesenheit von Muscheln löst beim Männchen erst die Umfärbung zum „Hochzeitskleid“ und das Balzverhalten aus. Nähert sich dann ein geschlechtsreifes Weibchen, beginnen sie, es in einem komplizierten Ritual zu ihrer Muschel zu locken. Schließlich schiebt das Weibchen die Legeröhre in den Kiemenraum der Muschel und legt dort ihre Eier ab. Das Männchen lässt über der Einsaugöffnung des Weichtieres seine Samenflüssigkeit („Milch“) ab, die mit dem Wasser zum Rogen gelangt.

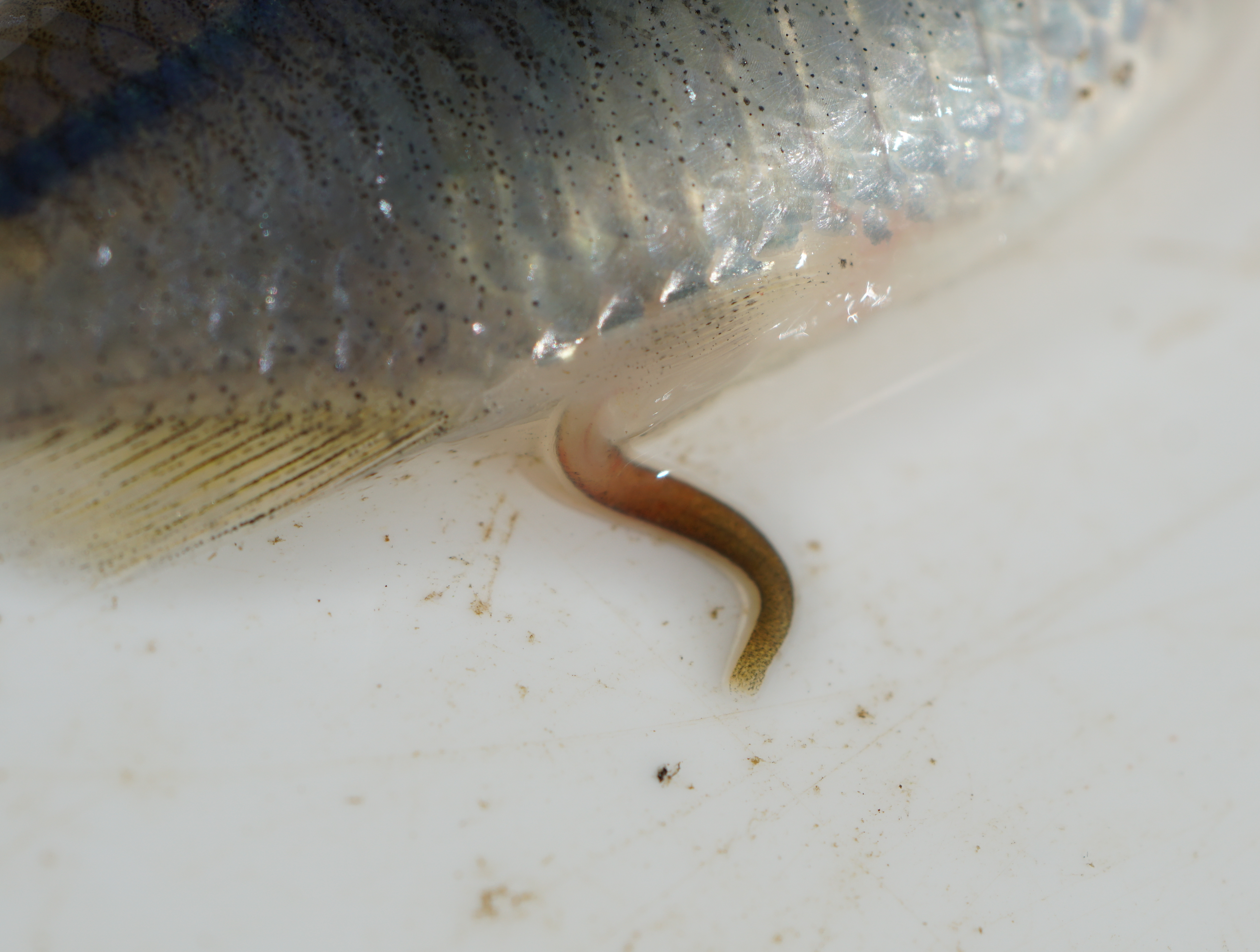
Die Legeröhre eines Bitterlings

Die befruchteten Eier entwickeln sich im Innern der Muschel und die kleinen Bitterlinge verlassen sie nach zwei bis vier Wochen. Das Männchen lockt sogar gelegentlich mehrere Weibchen zu seiner Muschel. Dieselbe Muschel nutzen mitunter aber auch andere Bitterlingspaare, so dass man dann in ihr über 100 verschiedene Entwicklungsstadien der jungen Bitterlinge zählen kann. Die vier bis fünf Jahre alt werdenden Fische erlangen im zweiten Lebensjahr die Geschlechtsreife.

## Gefährdung und Schutz
Die Weltnaturschutzunion IUCN führt den Bitterling in der Roten Liste gefährdeter Arten insgesamt als nicht gefährdet (Least Concern). Es werden aber lokale Bedrohungen durch Wasserverschmutzung, Unkrautentfernung und den Besatz mit Raubfischen angeführt.
Aufgrund seiner speziellen Fortpflanzungsbiologie, also der Abhängigkeit vom gleichzeitigen Vorkommen bestimmter Muschelarten, ist der Bitterling in manchen Regionen Mitteleuropas eine bedrohte Fischart geworden. Durch Gewässerverschmutzung und -unterhaltungsmaßnahmen (Baggerarbeiten etc.) sind die Bestände dieser Muscheln vielerorts zurückgegangen oder sogar ausgerottet worden.
Rote-Liste-Einstufungen in Europa
- Rote Liste Bundesrepublik Deutschland: 2 – stark gefährdet
- Rote Liste Österreichs: 3 – gefährdet
- Rote Liste der Schweiz: EN (entspricht: stark gefährdet)

Gesetzlicher Schutzstatus in Europa
- Fauna-Flora-Habitat-Richtlinie (FFH-RL): Anhang II (es sind eigens Schutzgebiete auszuweisen)

Vom Verband Deutscher Sportfischer (VDSF) und dem Österreichischen Kuratorium für Fischerei und Gewässerschutz (ÖKF) wurde der Bitterling zum „Fisch des Jahres 2008“ gewählt. Der Wahl angeschlossen haben sich erstmals der Verband Deutscher Sporttaucher (VDST) und das Bundesamt für Naturschutz (BfN).

## Bitterlingstest
Der Bitterlingstest diente vor der Entwicklung moderner Verfahren als Schwangerschaftstest, insbesondere in den 1920er bis 40er Jahren. Durch Zugabe geringer Mengen Schwangerenurin zum Wasser zeigen Bitterlingsweibchen bereits nach 24 Stunden mit einer Sicherheit von etwa 80 % eine deutliche Verlängerung der Legeröhre. Der geringeren Sicherheit im Vergleich zur Aschheim-Zondek-Reaktion (sogenannter Mäusetest) standen das schnellere Ergebnis und das Überleben des Tieres gegenüber.